# Monster High: Légy szörnymagad!
Monster High: Légy szörnymagad! színes amerikai animációs film, a Monster High sorozat egyik filmje.

## Történet
A Monster High növendékeinek évekig el kellett bújniuk szobáik rejtekébe Halloween éjszakáján, a normik miatt. Frankie és barátai azonban rájönnek, hogy a normik és a szörnyek egykor igazi barátok voltak és szerettek együtt lenni. A rémek ezért úgy döntenek, visszaforgatják az idő kerekét, és arra használják ezt az éjszakát, hogy különleges szörnységességüket ünnepeljék és felhívják a figyelmet arra, hogy mindig „Légy önmagad! Légy egyedi! Légy szörnyen jó fazon!”

## Magyar hangok
- Laudon Andrea – Frankie Stein
- Szabó Zselyke – Draculaura
- Talmács Márta – Clawdeen Wolf
- Dögei Éva – Lagoona Blue
- Mezei Kitty – Cleo de Nile
- Czető Roland – Deuce Gorgon
- Pálmai Szabolcs – Holt Hyde
- Csík Csaba – Jackson Jekyll
- Andrádi Zsanett – Abbey Bominable
- Pál Tamás – Clawd Wolf